# Sphegigaster stella
Sphegigaster stella är en stekelart som först beskrevs av Girault 1920.  Sphegigaster stella ingår i släktet Sphegigaster och familjen puppglanssteklar. Inga underarter finns listade i Catalogue of Life.